# Про дванадцять місяців
Про дванадцять місяців  — словацька народна казка. В казці розповідається про бідну пасербницю Марушку над якою знущалися мачуха та її дочка Голена. От однієї зими їй допомагали 12 місяців виконати забаганки її «родичів», а от ті через свою жадібність й загинули. 
|  | Цитата з твору: Мачуха з її дочкою щодень злішали, бо Марушка дедалі гарнішала, а Голена поганіла. Та з того часу тільки й думали з Голеною, як би позбутись бідної Марушки. І голодом її морили, й били, і такі муки вигадували, що добрій людині не спаде й на думку. А вона терпіла мовчки та щодень кращала. Одного дня,— а було це в середині січня,— забаглося Голені фіалок. — — Ходи, Марушко, назбирай мені в лісі фіалок. Почеплю собі за пояс та й ходитиму, бо так мені схотілось, щоб пахло фіалками,— каже сестрі. — Ой, сестро любесенька, що це ти надумала! Чи хто коли чував, щоб під снігом росли фіалки?—сказала бідна дівчина. — Ах ти ж, дармоїдко, ледащице, ти ще смієш перечити, як тобі загадують! Зараз же мені збирайся, та гляди, тільки не принесеш фіалок, то я тебе вб'ю!— нагримала Голена. |

## Персонажі
- Марушка — пасербниця
- Голена — дочка
- Мачуха
- 12 місяців — а саме: Січень, Березень, Липень, Жовтень

## Схожі за сюжетом казки
- Про лиху мачуху і дванадцять місяців (також відому як Про лиху матір та дванадцять місяців) — українська народна казка (з Покуття).
- Дванадцять місяців (книга-календар) - українська серія книжок-збірок дитячих оповідань та казок, що видавалися з 1956 року київським видавництвом Веселка.
- Дванадцять місяців (п'єса) — російська казка-п'єса Самуїла Маршака.
- Казка про Ксеню і дванадцять місяців — українська казка-оповідання Богдана Лепкого.